# Nehar Sadiki
Nehar Sadiki (in macedone Нехар Садики?; Kumanovo, 16 marzo 1998) è un calciatore macedone, difensore del Bhayangkara.

## Carriera

### Club
Cresciuto nelle giovanili del Milano Kumanovo, ha debuttato con la maglia del Rabotnički nella massima serie macedone nel 2015.

### Nazionale
Ha giocato nelle nazionali giovanili macedoni Under-17, Under-18 ed Under-19.
Debutta con la maglia della nazionale macedone Under-21 il 14 novembre 2017 nella partita valida per le qualificazioni all'Europeo 2019, persa per 0-4 contro l'Austria.

## Statistiche

### Presenze e reti nei club
Statistiche aggiornate al 3 agosto 2024.
| Stagione          | Squadra           | Campionato        | Campionato | Campionato | Coppe nazionali | Coppe nazionali | Coppe nazionali | Coppe continentali | Coppe continentali | Coppe continentali | Altre coppe | Altre coppe | Altre coppe | Totale | Totale |
| Stagione          | Squadra           | Comp              | Pres       | Reti       | Comp            | Pres            | Reti            | Comp               | Pres               | Reti               | Comp        | Pres        | Reti        | Pres   | Reti   |
| ----------------- | ----------------- | ----------------- | ---------- | ---------- | --------------- | --------------- | --------------- | ------------------ | ------------------ | ------------------ | ----------- | ----------- | ----------- | ------ | ------ |
| 2014-gen. 2015    | Milano Kumanovo   | VL                | 0          | 0          | CM              | 0               | 0               | -                  | -                  | -                  | -           | -           | -           | 0      | 0      |
| gen.-giu. 2015    | Rabotnički        | PL                | 5          | 0          | CM              | 2               | 0               | UEL                | -                  | -                  | -           | -           | -           | 7      | 0      |
| 2015-2016         | Gorno Lisiče      | VL                | 0          | 0          | CM              | 0               | 0               | -                  | -                  | -                  | -           | -           | -           | 0      | 0      |
| 2016-2017         | Rabotnički        | PL                | 9          | 2          | CM              | 0               | 0               | UEL                | -                  | -                  | -           | -           | -           | 9      | 2      |
| 2017-2018         | Rabotnički        | PL                | 26         | 1          | CM              | 0               | 0               | UEL                | 0                  | 0                  | -           | -           | -           | 26     | 1      |
| lug.-ago. 2018    | Rabotnički        | PL                | 0          | 0          | CM              | 0               | 0               | UEL                | 1                  | 0                  | -           | -           | -           | 1      | 0      |
| Totale Rabotnički | Totale Rabotnički | Totale Rabotnički | 40         | 3          |                 | 2               | 0               |                    | 1                  | 0                  |             | -           | -           | 43     | 3      |
| gen.-giu. 2019    | Renova            | PL                | 10         | 1          | CM              | 0               | 0               | -                  | -                  | -                  | -           | -           | -           | 10     | 1      |
| 2019-2020         | Renova            | PL                | 12         | 0          | CM              | 2               | 0               | -                  | -                  | -                  | -           | -           | -           | 14     | 0      |
| lug.-ago. 2020    | Renova            | PL                | 1          | 0          | CM              | 0               | 0               | -                  | -                  | -                  | -           | -           | -           | 1      | 0      |
| Totale Renova     | Totale Renova     | Totale Renova     | 23         | 1          |                 | 2               | 0               |                    | -                  | -                  |             | -           | -           | 25     | 1      |
| 2020-2021         | Ħamrun Spartans   | PL                | 0          | 0          | CM              | 0               | 0               | -                  | -                  | -                  | -           | -           | -           | 0      | 0      |
| 2021-2022         | Borec             | PL                | 25         | 0          | CM              | 0               | 0               | -                  | -                  | -                  | -           | -           | -           | 25     | 0      |
| 2022-2023         | Erzeni            | KS                | 22+1       | 2+1        | CA              | 1               | 0               | -                  | -                  | -                  | -           | -           | -           | 24     | 3      |
| 2023-2024         | Erzeni            | KS                | 32         | 0          | CA              | 2               | 0               | -                  | -                  | -                  | -           | -           | -           | 34     | 0      |
| Totale Erzeni     | Totale Erzeni     | Totale Erzeni     | 54+1       | 2+1        |                 | 3               | 0               |                    | -                  | -                  |             | -           | -           | 58     | 3      |
| 2024-2025         | SKA-Chabarovsk    | 1D                | 4          | 0          | CR              | 0               | 0               | -                  | -                  | -                  | -           | -           | -           | 4      | 0      |
| Totale carriera   | Totale carriera   | Totale carriera   | 146+1      | 6+1        |                 | 7               | 0               |                    | 1                  | 0                  |             | -           | -           | 155    | 7      |

### Cronologia presenze e reti in nazionale
| Cronologia completa delle presenze e delle reti in nazionale ― Macedonia under 21 | Cronologia completa delle presenze e delle reti in nazionale ― Macedonia under 21 | Cronologia completa delle presenze e delle reti in nazionale ― Macedonia under 21 | Cronologia completa delle presenze e delle reti in nazionale ― Macedonia under 21 | Cronologia completa delle presenze e delle reti in nazionale ― Macedonia under 21 | Cronologia completa delle presenze e delle reti in nazionale ― Macedonia under 21 | Cronologia completa delle presenze e delle reti in nazionale ― Macedonia under 21 | Cronologia completa delle presenze e delle reti in nazionale ― Macedonia under 21 |
| Data                                                                              | Città                                                                             | In casa                                                                           | Risultato                                                                         | Ospiti                                                                            | Competizione                                                                      | Reti                                                                              | Note                                                                              |
| --------------------------------------------------------------------------------- | --------------------------------------------------------------------------------- | --------------------------------------------------------------------------------- | --------------------------------------------------------------------------------- | --------------------------------------------------------------------------------- | --------------------------------------------------------------------------------- | --------------------------------------------------------------------------------- | --------------------------------------------------------------------------------- |
| 14-11-2017                                                                        | Skopje                                                                            | Macedonia under 21                                                                | 0 – 4                                                                             | Austria under 21                                                                  | Qual. Europeo Under-21 2019                                                       | -                                                                                 | 68’ 77’                                                                           |
| 23-3-2018                                                                         | Skopje                                                                            | Macedonia under 21                                                                | 3 – 4                                                                             | Russia under 21                                                                   | Qual. Europeo Under-21 2019                                                       | -                                                                                 | 76’                                                                               |
| 27-3-2018                                                                         | Maria Enzersdorf                                                                  | Austria under 21                                                                  | 2 – 0                                                                             | Macedonia under 21                                                                | Qual. Europeo Under-21 2019                                                       | -                                                                                 | 89’                                                                               |
| Totale                                                                            |                                                                                   | Presenze                                                                          | 3                                                                                 |                                                                                   | Reti                                                                              | 0                                                                                 |                                                                                   |